# Honor of Kings
Honor of Kings (chino: 王者 荣耀, pinyin: Wángzhě Róngyào, lit. "Rey de Gloria"), también traducido al mercado internacional como King of Glory y Strike of Kings, es un videojuego multijugador de arena de batalla en línea (MOBA) publicado por Tencent Games. En julio de 2017, se informó que el juego tenía más de 80 millones de jugadores activos diariamente y 200 millones de jugadores activos mensuales. Es el juego más rentable (con más recaudo) del mundo y la aplicación de descarga gratuita más popular del planeta.
En septiembre de 2017, Nintendo anunció una alianza con Tencent para llevar el juego a Nintendo Switch, debido a la gran popularidad del juego.
Se espera un lanzamiento global a finales del año 2022, donde actualmente se tiene una beta abierta en países como México y Brasil.

## Historia
El 26 de noviembre de 2015, el juego recibió una versión beta para plataformas iOS y Android. Además de un modo de aventura jugador contra entorno, el juego presenta batallas jugador contra jugador multijugador. El juego presenta muchas similitudes con League of Legends, que es producido por Riot Games, una compañía propiedad de Tencent.
En 2016, el juego tenía más de 50 millones de usuarios activos diarios y más de 200 millones de usuarios registrados. En mayo de 2017, se convirtió en el juego móvil de mayor recaudación en el mundo y tenía 160 millones de usuarios activos mensuales. En mayo de 2017, el artista Lu Han fue nombrado embajador del juego.
Según un analista de BOC International, King of Glory contribuirá con aproximadamente el 50% de los ingresos de juegos móviles de Tencent en 2017 y obtuvo unos 3.000 millones de yuanes en ingresos brutos en abril de 2017 (435 millones USD). En junio de 2017, la compañía de análisis APP Annie informó que Honor of Kings era el juego móvil número 1 (excluidos los juegos de Android) en el mundo en términos de generación de ingresos, con los ingresos del primer trimestre del juego alcanzando los US $ 1,76 mil millones. Una piel de héroe de Zhao Yun también se vendió por $ 22 millones en un día. En ese momento, Tencent informó que había 200 millones de usuarios registrados con 50 millones de usuarios activos diarios.
El 4 de julio de 2017, se informó que Tencent del propietario del juego había sufrido una pérdida de $ 14,000 millones, o 4.1%, en la Bolsa de Hong Kong después de que el Diario del Pueblo criticara a Honor of Kings como "veneno" para los jóvenes, llamando al contenido "un giro de valores y puntos de vista históricos" y adictivo. Variety calificó los dos artículos críticos como una "demostración del poder de la maquinaria propagandística y mediática estatal de China". Lin Min, productor de Honor of KIngs, señaló en Internet que el diseño del juego "cumplía con los requisitos del gobierno" y argumentó que " al igual que otras formas de entretenimiento, los juegos pueden ser una parte [no adictiva] de nuestras vidas diarias normales ".
En julio de 2017, Honor of Kings comenzó a limitar a los niños menores de 12 años a una hora de juego por día. Los niños de 12 a 18 años tendrán un límite de dos horas de juego por día. Los jugadores menores de 12 años también tendrán prohibido jugar después de las 9 p. m. Se cree que las crecientes preocupaciones sobre los hábitos de juego excesivos en los niños llevaron a Tencent, el propietario del juego, a autoimponerse estas restricciones.

## Jugabilidad
La jugabilidad de Honor of KIngs se parece mucho a otro juego publicado por Tencent, League of Legends.
La versión china del juego requiere una cuenta Tencent QQ o una cuenta WeChat. Se pueden jugar otras versiones del juego como invitado, que luego vinculará su progreso a una cuenta de Facebook. La versión del juego del sudeste asiático (publicada por Garena) requiere una cuenta de Facebook. Sin embargo, los servidores no están completamente sincronizados. Si usa el mismo tipo de cuenta en una plataforma diferente, es posible jugar varios jugadores con su amigo de WeChat, sin embargo, muchas funciones del juego están desactivadas (obsequios diarios, visualización de perfil e invitación de clan).
En septiembre de 2017, Nintendo anunció un acuerdo con Tencent para llevar Honor of KIngs a Nintendo Switch. Como la consola todavía no se vende en China en este momento, los analistas anticipan que para apoyar este acuerdo, Nintendo lanzará la consola en China en 2019.

## Lanzamiento global
El 14 de julio de 2022 Honor of KIngs lanzó una prueba alfa para México y Brasil. Poco después el 4 de agosto de 2022 se lanza una beta para las mismas regiones estando disponible únicamente en dispositivos Android. También el 28 de septiembre de 2022 se realizó la apertura del torneo 2022 HoK Championship LATAM - Mexico Qualifier donde participaron equipos como Chivas Esports, Malvinas Gaming entre otros más. El 18 de junio de 2024, el juego salió oficialmente de manera global en dispositivos Android e iOS.